# Paul Eduard Richard Sohn

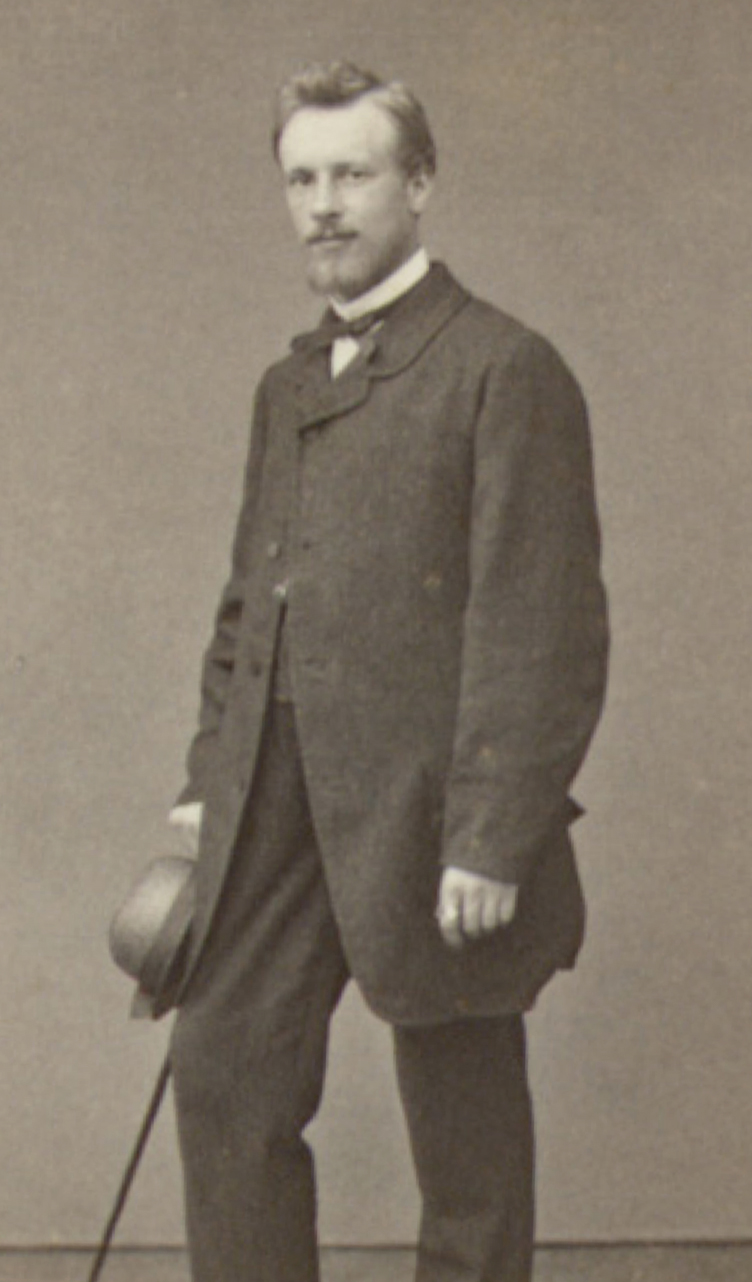
Richard Sohn, aus dem Fotoalbum „Deutsche Künstler“ von Mitgliedern und Nichtmitgliedern des Vereins Berliner Künstler (auch Düsseldorfer Akademie), ohne Datum, (um 1872?)

Paul Eduard Richard Sohn, genannt Richard Sohn (* 11. November 1834 in Düsseldorf; † 8. März 1912 ebenda), war ein deutscher Maler.

## Leben
Richard Sohn war nach Karl Rudolf der zweite Sohn des Malers Karl Ferdinand Sohn und der Emilie Auguste (1805–1884), geb. von Mülmann, Tochter des Oberforstmeisters Friedrich Carl Ludwig von Mülmann zu Düsseldorf, Schwester des Düsseldorfer Regierungsrats Otto von Mülmann.
Seine schulische Laufbahn beendete Richard Sohn im Jahre 1851 an der 1838 gegründeten „Städtischen Realschule“ an der Citadellstraße, dem heutigen Humboldt-Gymnasium Düsseldorf. Als Spross der namhaften Künstlerfamilie Sohn in Düsseldorf studierte er zunächst bei seinem Vater in dessen Antikenklasse, des Weiteren bei Rudolf Wiegmann, Heinrich Mücke, Carl Mosler an der Kunstakademie Düsseldorf. Hier schloss er Freundschaft mit Ernst Bosch und Friedrich Hiddemann. Ab 1855 gehörte er zu der Meisterklasse von Wilhelm Schadow. Von 1860 bis 1862 wurde Richard Sohn Privatschüler von Rudolf Jordan, welcher mit der jüngsten Schwester seiner Mutter, Sophie Pauline (1811–1863), verheiratet war. 1867 machte er eine Studienreise nach Paris. Nicht unbeeinflusst von seinem Vetter Wilhelm Sohn, welcher auch zugleich sein Schwager war, malte er ansprechende Genrebilder. Er blieb seiner Themenwahl und seiner Malweise im Stil der Düsseldorfer Malerschule ein Leben lang treu und verkaufte zahlreiche seiner Werke in die USA. Seit den 1870er Jahren wandte er sich auch der Porträtmalerei zu, darunter Kaiser Wilhelm I.
Als Mitglied des Künstlerverein Malkasten hatte Sohn sich als Bibliothekar große Verdienste erworben, Wilhelm Schneider-Didam malte sein Porträt. Auch war Sohn im Düsseldorfer Geschichtsverein tätig.
Richard Sohn blieb unverheiratet und wohnte um 1870 mit seiner Mutter im Familienhaus auf der Klosterstraße 23. Seine Schwägerin Else Sohn-Rethel beschrieb sein Wesen wie folgt: „[M]ein Schwager Richard war von Natur aus sehr still und unscheinbar, unendlich gut, […], jeder kannte ihn nur als der Richard […]; aber trotzdem war er allgemein beliebt.“ Seine Zwillingsschwester Clara Emilie heiratete 1859 den deutschen Komponisten und Dirigenten Albert Dietrich. Richard Sohn zog Mitte der 1870er Jahre in die Jägerhofstraße. Von da wechselte er zur Unterstützung seiner Mutter Emilie Auguste auf die Duisburger Straße und richtete sich nach ihrem Tod 1884 in der Düsselthaler Straße 50 ein. Sein Atelier hatte Richard Sohn in der Rosenstraße 37.

## Werke (Auswahl)

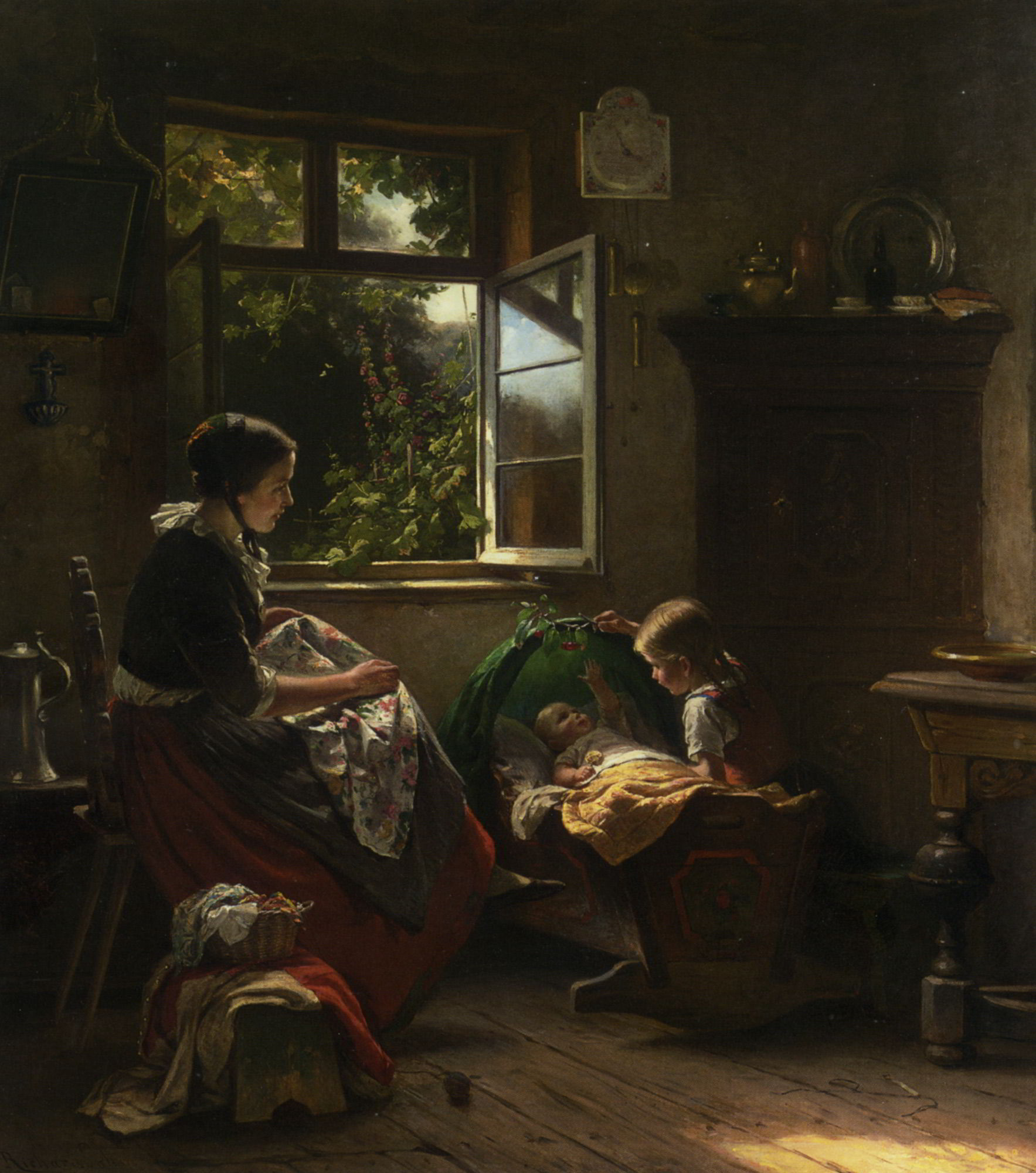
Spiel mit dem Baby

- Wandermusiker mit weinendem Mädchen vor einem Marterl, 1862
- Einquartierung auf dem Land, 1862
- Der alte blinde Geiger und sein Töchterchen, 1862
- Mutterfreude, 1863
- Der Antiquar, 1866
- Der Besuch des Gutachters, 1866
- Spiel mit dem Baby, 1869
- Auswanderer (Kontor der Red Star Line), 1876
- Ein zweifelhafter Urwähler, 1877
- Ländliche Idylle, 1878
- Die Liebeserklärung, 1879